# Каке-котоба
Каке-котоба (掛詞, «слово-стрижень») або юкарі-котоба (縁言葉, «подвійні слова») - художньо-стилістичний прийом, який ґрунтується на засадах омонімії, широко  представленої в японській мові. Каке-котоба використовує фонетичне читання канджі, щоб запропонувати кілька тлумачень: спочатку на буквальному рівні потім на допоміжних омофонічних рівнях. Подвійні прочитання і тлумачення надають віршу додатковий зміст.

## Історія
Гра слів «каке-котоба» вперше зустрічається в віршах вака з найдавніших збережених рукописів. Перші приклади вживання належать до періодів Нара та Хейан. Походження художнього прийому невідоме, але, імовірно, що він вже був поширений до появи письма, як частина усної традиції. З технічної точки зору, цей прийом дозволяв поету отримати ширший діапазон художнього вираження з невеликою кількістю складів. З естетичної точки зору, вважалося, що розгадати словесну головоломку - це найвища форма насолоди поезією.

## Приклади
Найвідомішими прикладами омонімів, що їх використовували у японській поезії як каке-котоба, є такі:
```
• 秋 /акі/ осінь -飽 き /акі/ збайдужіння;
• 色 /іро/ колір - 色 /іро/ любовні стосунки, роман, закоханість;
• 松 /матцу/ сосна -待つ /матцу/ чекати;
• 鳴く/наку/ співати-泣く/наку/ плакати;
• 田の実 /таномі/ плоди полів-頼 み /таномі/ надія
[
3
]
```